# نخلة كريتية
النخلة الكريتية أو نخلة ثيوفراسية (الاسم العلمي: Phoenix theophrasti) (بالإنجليزية: Cretan Date Palm)‏ هي نوع من النباتات يتبع جنس النخلة من الفصيلة الفوفلية.